# ایولین دیدی
ایولین دیدی (فرانسوی: Évelyne Didi‎؛ زادهٔ ۱۹۴۹) بازیگر اهل فرانسه است.
از فیلم‌هایی که وی در آنها نقش داشته‌است می‌توان به لو آور، یک تابستان مرگبار، داستان زنان و زندگی کولی‌وار اشاره کرد.